# رحلة كوريا للطيران رقم 1533
رحلة كوريا للطيران رقم 1533 هي حادثة طيران وقعت في 15 مارس 1999، لطائرة ركاب من طراز ماكدونل دوغلاس MD-83، كانت تُسيّر ضمن رحلات داخلية في كوريا الجنوبية بين مطار غيمبو الدولي ومطار بوهانغ. أثناء محاولة الهبوط، تجاوزت الطائرة المدرج وخرجت عنه، مما أدى إلى تدميرها بالكامل، فيما نجا جميع من كانوا على متنها والبالغ عددهم 156 شخصًا.

## الحادث
غادرت الطائرة، وعلى متنها 156 شخصًا بين ركاب وأفراد الطاقم، مطار غيمبو الدولي متجهة إلى مطار بوهانغ. وخلال محاولة الهبوط، اضطرت الطائرة إلى تنفيذ التفاف جوي بسبب الأمطار الغزيرة والغيوم الكثيفة.
في المحاولة الثانية، هبطت الطائرة متأخرة بمسافة 1500 قدم (حوالي 460 مترًا) عن بداية المدرج رقم 10. ولأسباب غير معروفة، لم يقم الطيارون بتفعيل عاكسات الدفع إلا بعد مرور 27 ثانية من ملامسة الأرض، ما حال دون تمكن الطائرة من التوقف ضمن حدود المدرج. تجاوزت الطائرة نهايته، واصطدمت بعدة هوائيات وسياج من الأسلاك الشائكة، قبل أن تتحطم عند جرف ترابي، مما أدى إلى انشطار هيكلها إلى قسمين.
لم يُسجل أي قتلى في الحادث، غير أن 76 راكبًا تعرضوا لإصابات. وقع الحادث في ظل ظروف جوية صعبة تميزت برياح قوية. وبسبب الأضرار الجسيمة التي لحقت بها، اعتُبرت الطائرة خسارة كاملة، لتُسجَّل كالحادث الحادي عشر لطائرة من طراز ماكدونل دوغلاس MD-80 تُمنى بخسارة هيكلية تامة.

## التحقيق
أجرت وزارة البناء والنقل، إلى جانب البحرية الكورية الجنوبية، تحقيقًا في الحادث. وقد تبيّن أن السبب الرئيسي كان خطأ بشريًا ناتجًا عن تأخر طاقم القيادة في تفعيل عاكسات الدفع، وهبوط الطائرة في وقت متأخر، إضافة إلى فشلهم في تنفيذ محاولة هبوط أخرى في الوقت المناسب.

## انظر أيضآ
- رحلة طيران جيجو رقم 2216، حادث طيران آخر في كوريا الجنوبية، حيث اصطدمت الطائرة بمعدات نظام هبوط الأجهزة بعد تجاوزها مدرج الهبوط.
- الخطوط الجوية الأمريكية الرحلة 1420